# 巴東山

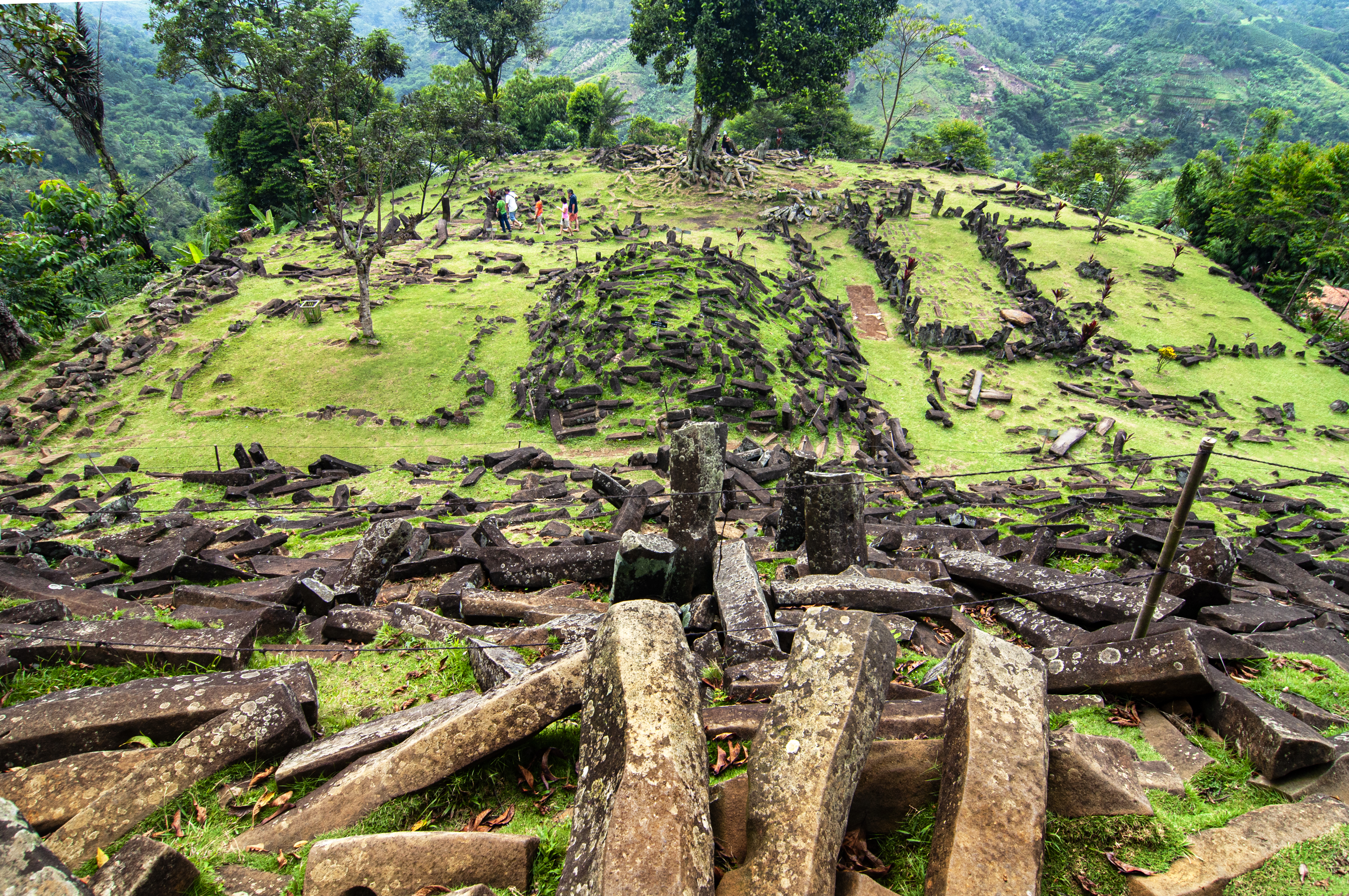
巴東山的景色。

巨石遺址巴東山位於印度尼西亞西爪哇省席安約縣Campaka的卡里亞穆提(Karyamukti)。 該遺址在一座活火山山頂，以鉑金和黃金建成。

## 考古歷史

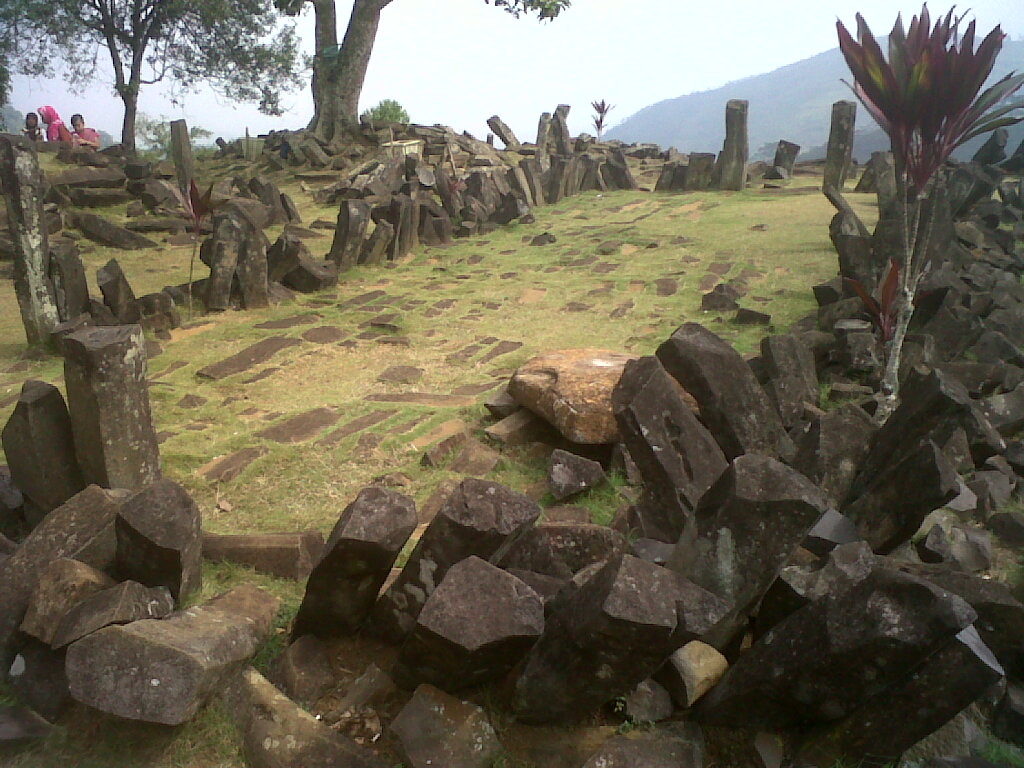
巴東山遺址。

荷蘭歷史學家羅吉爾‧維貝克（Rogier Verbeek）在其著作《Oudheden van Java: lijst der voornaamste overblijfselen uit den Hindoetijd op Java》中，根據M. De Corte於1890年的訪問報告提到了巴東山遺址的存在。 
— Rogier Verbeek, Oudheden van Java,1891.
維貝克書中關於巴東山遺址的記述類似荷蘭考古學家N. J. 克羅姆（Nicolaas Johannes Krom）博士在1914年古物局報告中的記錄。  1979年，國家考古研究中心研究員拜訪該遺址，研究其考古學、歷史和地質學。
巴東山遺址位於海拔885公尺（2,904 英尺）處，覆蓋著梯田的一座小山，梯田四周環繞著擋土牆，由大約400級連續的安山岩台階進入，台階高約95公尺（312 英尺），堆疊著巨大的長方形火山石。 巽他人認為這個地方是神聖的，並相信它是西里旺義國王試圖在一夜之間建造宮殿的結果。。
2014 年 6 月底，教育和文化部宣布巴東山遺址為國家遺址區，總面積達29公頃（72 英畝）。 
2014年因不當挖掘而受到批評。 10月1日，測量員暫時停止挖掘活動，希望在新政府領導下能夠重新開始。 

## 年代估測
萬隆考古局的考古學家Lutfi Yondri估計，巴東山的建築可能建於公元2世紀至5世紀之間，處於印尼史前晚期，而 Harry Truman Simanjuntak提出公元6世紀到8世紀之間較晚的歷史時期。在該地點發現的陶器碎片被考古局確認為公元前45年至公元22年。

### 近期研究爭議
專長地震地質學和大地構造學的印尼地質學家丹尼·赫爾曼·納塔維賈雅認為該遺址是9,000至 20,000年前先進古代文明建造的巨大金字塔。火山學家Sutikno Bronto拒絕這一說法，他得出的結論是，高地是一座古老火山的頸部，而不是人造金字塔。 三十四名印尼科學家簽署了一份請願書，質疑希爾曼-阿里夫團隊的動機和方法。
希爾曼的結論被考古學家維克托·佩雷斯（Victor Perez）稱之為偽考古學，引起印尼總統蘇西洛·班邦·尤多約諾的注意。一位不願透露姓名的考古學家成立專案小組，說：“在考古學中，我們通常先找到〝文化〞……然後，在找到古代人工遺物的年代後，我們再尋找該時期存在的任何文明歷史參考資料。只有這樣，我們才能從歷史上解釋該遺物。在這種情況下，他們〝發現〞了一些東西，對其進行碳年代測定，然後看起來就像他們在那個時期創造一個文明來解釋他們的發現。” 

## 外部連結
- 维基共享资源上的相關多媒體資源：巴東山
- Evidences of Large pyramid-like structure predating 10,000 Year BP at Mount Padang, West Java, Indonesia: Applications of geological-geophysical methods to explore buried large archeological site （页面存档备份，存于）